# Лицето на другата
„Лицето на другата“ (на испански: El Rostro de Analía) e испаноезична драматичен сериал, създаден от NBC в САЩ през 2008/9 г.
Теленовелата е римейк на венецуелската теленовела „Мария, Мария“ (1990 г.). Снимките са правени в Маями (щ. Флорида) и Лос Анджелис (щ. Калифорния).

## Сюжет
Мариана Монтиел е млада и красива жена, начело на „Ейнджълс“- авиокомпания, основана от нейния баща. Тя е много смела в бизнеса, но в любовта съвсем различна, тъй като не успява да защити нещото, което обича най-много: собствения си брак. Тя се среща и влюбва в добре изглеждащия и блестящ архитект Даниел Монтиел, което води до раждането на Адриана, красивото бебе, причина двамата да се оженят. Сара Андраде, красивата и секси братовчедка на Мариана, която винаги ѝ е завиждала, иска да заеме нейното място в компанията и в любовта като се възползва от възможността да стане любовница на Даниел. В опит да постигне целта си се забърква в делата на наркомафията и мафиота Рики Монтана, който се стреми да използва образа на Авиокомпанията за пране на пари. Тъй като амбицията на Сара няма граници, тя планира да убие Мариана с помощта на съучастника си Рики Монтана. Монтана, като начин да изпробва лоялността на любовницата си Аналия, която всъщност е агент под прикритие, ѝ заповядва да убие Мариана. Аналия приема, но няма намерение наистина да я убие. Нейната житейска цел е да хване Монтана, за да си отмъсти за убийството на любовта на живота ѝ.
На годишнината от брака с Даниел, Мариана разбира за изневярата му и в пристъп на лудост и болка напуска партито. Аналия се качва в колата на Мариана, за да докаже верността си пред Рики, но колата на Мариана, излиза извън пътя и пада в пропаст. Д-р Армандо Ривера и неговият асистент Роберто, които минават по пътя, виждат жена с изгорена кожа и отиват да ѝ помогнат. Д-р Армандо намира снимка на Аналия и решава да възстанови лицето ѝ, използвайки експериментална процедура на клониране, без да знае, че момичето всъщност е Мариана. Всички вярват, че Мариана вече не съществува, а съпругът и семейството ѝ са унищожени от този факт. Монтана отново се доверява на Аналия, но е опустошен от факта, че не се появява.
Армандо открива, че Аналия е била наркотрафикант, стриптизьорка и че е обвинена в убийство, без да знае, че всъщност е агент под прикритие, затова решава да не ѝ каже за истинската ѝ самоличност. Без да знае, че момичето е Мариана, я нарича Ана и не ѝ позволява да напуска къщата. Един ден тя успява да избяга и спасява давещо се дете на плажа, сблъсквайки се отново с дъщеря си и съпруга си, но не ги помни. Те се влюбват отново. Мариана Монтиел се завръща у дома като бавачка на собствената си дъщеря, но криминалната история на истинската „Аналия“ няма да ѝ позволи да бъде щастлива. Тя трябва да живее натоварена с живота и престъпленията на жената, дала лицето си - Лицето на Аналия.

## Участват
- Елизабет Гутиерес – Ана Ривера (Мариана Монтиел)/Ана Лусия „Аналия“ Монкада/клонинг на Аналия
- Мартин Карпан – Даниел Монтиел
- Марица Родригес – Сара Андраде, братовчедката на Мариана
- Габриел Порас – Рики Монтана/Рикардо Ривера
- Карла Монрой – Исабел Мартинес, адвокат
- Сули Монтеро – Кармен Родригес де Андраде, водещ злодей
- Габи Еспино – Мариана Андраде де Монтиел/Ана Лусия „Аналия“ Монкада
- Химена Дуке – Камила Монкада, влюбена в Христофор
- Даниел Луго – Д-р Армандо Ривера
- Елус Пераса – Олга Паласиос
- Флор Нуньес – Агустина Монкада
- Даниеля Ниевес – Адриана Монтиел
- Алехандро Чабан – Мигел Андраде
- Педро Морено – Христофор Колумб
- Херман Бариос – Ернесто Андраде
- Флавио Кабайеро – Капитан Нелсън Ларис
- Виктор Корона – Алфонсо Ромеро, с прякор „Китаеца“
- Евелин Сантос – Марлене,лесбийка
- Маноло Коего - Селестино Камачо
- Жаклин Маркез - Чаникуа, приятелка на Аналия

## „Лицето на другата“ в България
В България сериалът е излъчен от 2 февруари 2009 г. до 15 септември 2009 г. по bTV. Ролите се озвучават от артистите Ирина Маринова, Ева Демирева, Елена Бойчева, Радослав Рачев и Петър Върбанов, който по-късно е заменен от Владимир Колев, но отново се завръща.